# Финансовый продукт
Финансовый продукт — это финансовая инновация, которая разрабатывается специально для решения задач конкретного клиента. Финансовым продуктом является пакет финансовых услуг, которые связаны между собой, финансовых инструментов и финансовых технологий.

## Описание
Джон Ф. Маршалл в одной из своих работ говорил, что финансовые инновации связаны с результатами исследований по улучшению продуктов в сфере производства потребительских товаров. Создание финансовых инноваций тесно связано со способами совершенствования продуктов. Финансовая инновация, разработанная для решения задач конкретного клиента, становится финансовым продуктом. Финансовый продукт превращается в финансовый инструмент, если массово используется.
Финансовые продукты можно поделить в зависимости от отрасли финансовой деятельности: есть страховой продукт, банковский продукт, пенсионный продукт, инвестиционный продукт.
А. Б. Фельдман считал финансовым продуктом определенную потребительскую стоимость, которая вызывает спрос и предложение, и которая также, как и товар, предназначается для покупки и продажи. Финансовые продукты могут выступать в качестве финансовых инструментов. Финансовый продукт — это результат сознательной деятельности частных участников финансового рынка.
Под финансовым продуктом подразумевается та инновация, которая была недавно создана, разработана для какого-то конкретного клиента, она уникальная и дорогостоящая. Финансовый продукт является прототипом финансового инструмента. Результатом осуществления финансового продукта в процессах коммерческих взаимоотношений финансового рынка выступает финансовый инструмент. В зависимости от развитости финансового рынка страны, зависит трактовка понятий «финансового рынка» и «финансового инструмента».
На мировом рынке структурированные финансовые продукты появились недавно, но стали активно развиваться. Ежегодно увеличивается номинальный объем инвестиций в структурированные финансовые продукты. Структурированным финансовым продуктом называется комплексный финансовый продукт, который выпускают коммерческие и инвестиционные банки. В структуре продукта комбинируются постоянные и переменные потоки активов.
Структурным финансовым продуктам присуще несколько функций: функция повышения эффективности финансового рынка, спекулятивная функция, функция гарантии возврата заранее определенной части инвестированного капитала.